# Mustafa Tan
Mustafa Tan (ur. 10 kwietnia 1990) – turecki lekkoatleta specjalizujący się w rzucie oszczepem. 
Odpadł w eliminacjach mistrzostw świata juniorów młodszych w 2007 oraz mistrzostw świata juniorów w 2008. Finalista igrzysk śródziemnomorskich (2013). 
Złoty medalista mistrzostw krajów bałkańskich w kategorii juniorskiej. 
Mistrz Turcji (2013) oraz uczestnik zimowego pucharu Europy w rzutach.
Rekord życiowy: 76,40 (6 maja 2012, Bursa). 

## Osiągnięcia
| Rok  | Impreza                               | Miejsce   | Lokata            | Wynik         |
| ---- | ------------------------------------- | --------- | ----------------- | ------------- |
| 2007 | Mistrzostwa świata juniorów młodszych | Ostrawa   | el. – 17. miejsce | 64,56 (700 g) |
| 2008 | Mistrzostwa świata juniorów           | Bydgoszcz | el. – 17. miejsce | 64,58         |
| 2012 | Zimowy puchar Europy w rzutach        | Bar       | 8. miejsce        | 69,54         |
| 2013 | Igrzyska śródziemnomorskie            | Mersin    | 7. miejsce        | 70,49         |